# Uwaga! Czarny parasol!
Uwaga! Czarny parasol! – powieść dla młodzieży Adama Bahdaja z 1963.

## Opis fabuły
Para nastoletnich detektywów, Kubuś i Hipcia, rozwiązuje zagadkę czarnego parasola, którego szuka wiele osób w całej Warszawie. 

## Bohaterowie
- Kubuś  - dwunastoletni chłopiec mieszkający z mamą w Warszawie. Jego pasją jest rozwiązywanie zagadek, przez rówieśników nazywany jest ,,Kubusiem Detektywem''. Posiada czerwony notes. Razem z koleżanką Hipcią rozwiązywał zagadkę tytułowego parasola.

- Hipcia  - dwunastoletnia dziewczyna, koleżanka Kuby. Pomagała mu w rozwiązaniu zagadki czarnego parasola.

- Henry Povalsky pseudonim : Biały Kapelusz  - Amerykanin polskiego pochodzenia, elegancki mężczyzna z wąsami, ubrany w garnitur i kapelusz. Przyjechał do Warszawy, by odnaleźć parasol i ukrytą  w nim mapę.

- Fredek Brzuchalski pseudonim : Sportowiec  - młody mężczyzna, członek gangu złodziei. Zamieszany w sprawę czarnego parasola.

- Toluś Poeta  - rudowłosy, tyczkowaty mężczyzna z bródką. Miłośnik psów i wierszy. Jak wielu chciał zdobyć parasol.

- Leniwiec  - kolega Kubusia i Hipci. Lubi leniuchować, stąd jego pseudonim. Ma bardzo wolne usposobienie i myślenie. Później pomagał swoim kolegom w rozwiązaniu tajemniczej sprawy.

- Dziadek Kufel - starszy mężczyzna, pijak. Nieźle się orientuje we wszystkim, co się dzieje w Warszawie.

- Pani Baumanowa - staruszka ucząca angielskiego, właścicielka tytułowego parasola.

## Wydania
- 1963: Warszawa, Wydawnictwo Nasza Księgarnia (315 s.)
- 1968: Warszawa, Wydawnictwo Nasza Księgarnia (312 s.)
- 1970: Warszawa, Wydawnictwo Nasza Księgarnia (314 s.)
- 1974: Warszawa, Wydawnictwo Nasza Księgarnia (308 s.)
- 1977: Warszawa, Wydanie V, Wydawnictwo Nasza Księgarnia (297 s.)
- 1991: Warszawa, Wydawnictwo Nasza Księgarnia (276 s.)
- 2002: Wrocław, Wydawnictwo Siedmioróg (191 s.)
- 2004: Wrocław, Wydawnictwo Siedmioróg, ilustr. B. Bocianowski (192 s.)
- 2014: Łódź, Wydawnictwo Literatura (232 s.)[1]
- 2016: jako tom 19. serii Klub książki przygodowej wydawanej przez Wydawnictwo Edipresse-Kolekcje, Warszawa 2016 ss. 246 + 3 nlb. ISBN 978-83-7989-765-0